# Сілвертон (Орегон)
Сілвертон (англ. Silverton) — місто (англ. city) в США, в окрузі Меріон штату Орегон. Населення — 10 484 особи (2020).

## Географія
Сілвертон розташований за координатами 45°0′13″ пн. ш. 122°46′52″ зх. д. / 45.00361° пн. ш. 122.78111° зх. д. (45.003478, -122.780976).  За даними Бюро перепису населення США в 2010 році місто мало площу 8,97 км², з яких 8,87 км² — суходіл та 0,10 км² — водойми.

### Клімат
| Клімат : Сілвертон      | Клімат : Сілвертон | Клімат : Сілвертон | Клімат : Сілвертон | Клімат : Сілвертон | Клімат : Сілвертон | Клімат : Сілвертон | Клімат : Сілвертон | Клімат : Сілвертон | Клімат : Сілвертон | Клімат : Сілвертон | Клімат : Сілвертон | Клімат : Сілвертон | Клімат : Сілвертон |
| Показник                | Січ.               | Лют.               | Бер.               | Квіт.              | Трав.              | Черв.              | Лип.               | Серп.              | Вер.               | Жовт.              | Лист.              | Груд.              | Рік                |
| Абсолютний максимум, °C | 18,9               | 21,7               | 23,3               | 30,0               | 38,9               | 37,8               | 39,4               | 40,0               | 39,4               | 32,8               | 22,2               | 18,9               | 40,0               |
| Середній максимум, °C   | 7,8                | 10,3               | 12,6               | 15,0               | 18,8               | 21,9               | 25,9               | 26,2               | 23,4               | 17,2               | 11,1               | 7,6                | 16,5               |
| Середній мінімум, °C    | 1,0                | 1,9                | 3,3                | 4,8                | 7,5                | 10,3               | 12,3               | 12,5               | 10,3               | 6,7                | 3,7                | 1,1                | 6,3                |
| Абсолютний мінімум, °C  | −15,6              | −14,4              | −7,2               | −2,2               | 0,0                | 2,8                | 5,6                | 4,4                | 1,1                | −5                 | −10,6              | −17,8              | −17,8              |
| Норма опадів, мм        | 173                | 123                | 130                | 94                 | 72                 | 49                 | 18                 | 22                 | 45                 | 92                 | 180                | 191                | 1189               |
| Днів з опадами          | 20                 | 17                 | 19                 | 17                 | 13                 | 9                  | 4                  | 4                  | 7                  | 13                 | 21                 | 21                 | 165,0              |
| ----------------------- | ------------------ | ------------------ | ------------------ | ------------------ | ------------------ | ------------------ | ------------------ | ------------------ | ------------------ | ------------------ | ------------------ | ------------------ | ------------------ |
| Джерело:                |                    |                    |                    |                    |                    |                    |                    |                    |                    |                    |                    |                    |                    |

## Демографія
Згідно з переписом 2010 року, у місті мешкали 9222 особи в 3452 домогосподарствах у складі 2442 родин. Густота населення становила 1028 осіб/км².  Було 3677 помешкань (410/км²).
Расовий склад населення:
| - 89,0 % — білих - 1,0 % — азіатів - 0,8 % — корінних американців - 0,3 % — чорних або афроамериканців - 0,1 % — вихідців з тихоокеанських островів - 5,9 % — осіб інших рас |

До двох чи більше рас належало 2,8 %. Частка іспаномовних становила 12,3 % від усіх жителів.
За віковим діапазоном населення розподілялося таким чином: 28,4 % — особи молодші 18 років, 58,1 % — особи у віці 18—64 років, 13,5 % — особи у віці 65 років та старші. Медіана віку мешканця становила 35,8 року. На 100 осіб жіночої статі у місті припадало 90,8 чоловіків;  на 100 жінок у віці від 18 років та старших — 85,9 чоловіків також старших 18 років.
Середній дохід на одне домашнє господарство  становив 65 854 долари США (медіана — 57 483), а середній дохід на одну сім'ю — 76 692 долари (медіана — 65 264). Медіана доходів становила 50 618 доларів для чоловіків та 39 938 доларів для жінок. За межею бідності перебувало 15,1 % осіб, у тому числі 21,6 % дітей у віці до 18 років та 6,9 % осіб у віці 65 років та старших.
Цивільне працевлаштоване населення становило 4001 осіб. Основні галузі зайнятості: освіта, охорона здоров'я та соціальна допомога — 24,0 %, публічна адміністрація — 13,1 %, роздрібна торгівля — 12,2 %.